# 运动鞋收集

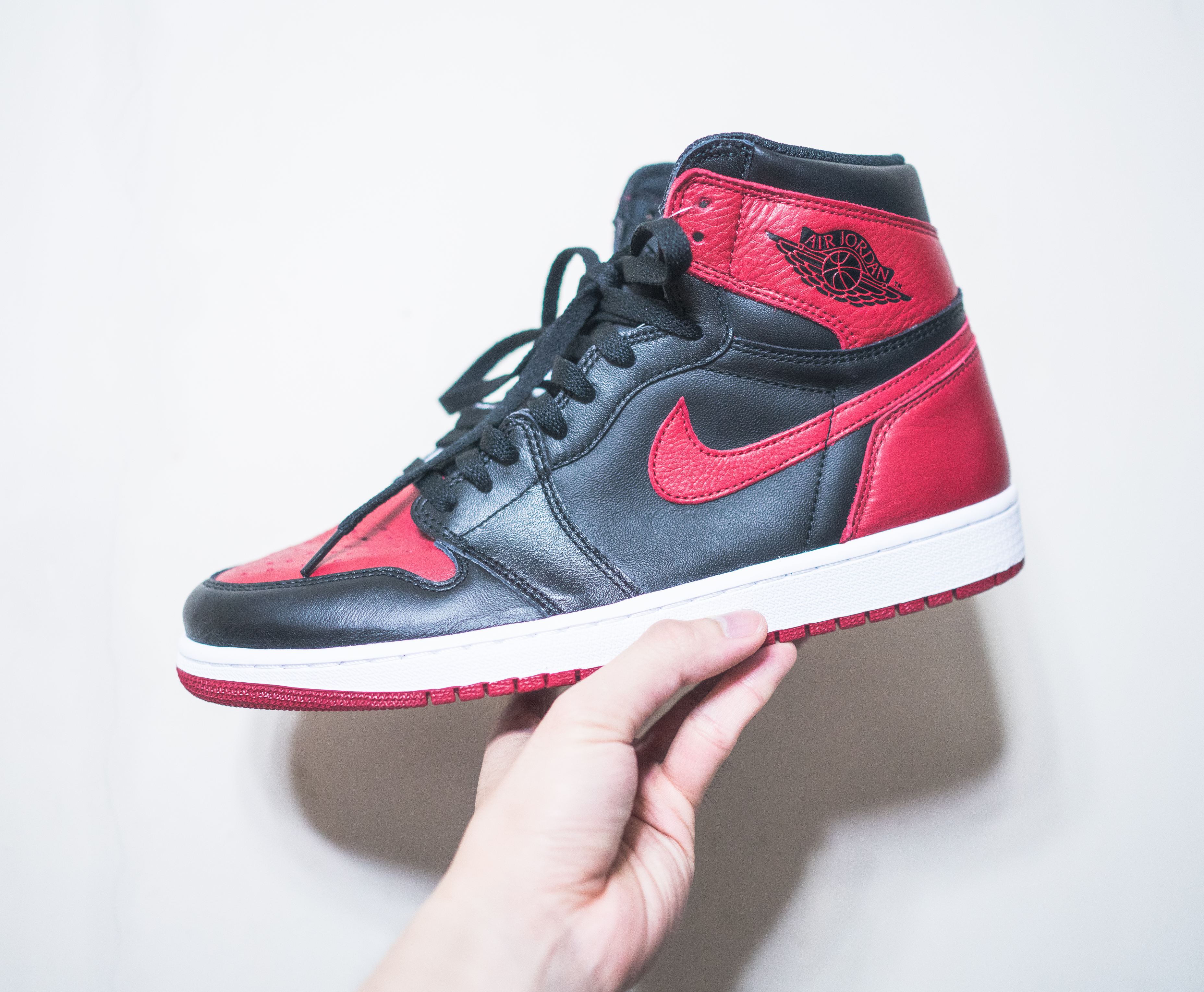
经典黑红配色的Air Jordan 1

运动鞋收集者是指拥有很多对运动鞋并将之作为一种收藏的人，比如说网球鞋或者篮球鞋，而且他们在日常生活中经常穿着运动鞋。运动鞋收集的英文sneakerhead是個組合詞彙，sneaker指的是球鞋，而sneakerhead的是脑袋裡装滿了球鞋的人，也就是熱愛球鞋，熱愛球鞋文化的人。运动鞋收集者也具有豐富的經驗分辨真品球鞋與贋品球鞋。
运动鞋收集者最初出现于20世纪80年代末，造成这种文化的原因有两个：篮球和嘻哈音乐。80年代末蓬勃发展的签名运动鞋为这种收集文化提供了必要的运动鞋种类以及数量，而嘻哈音乐则将运动鞋作为街头文化的象征。

## 历史
在查尔斯·古德伊尔发明硫化橡胶之前，人们还没有“运动鞋”这个概念。有很多人认为第一对篮球鞋是Converse All Stars（上市于1917年），但这是错误的。人们之所以这么想是因为它是销量最好的运动鞋之一。早在1907年，Spalding公司就生产了一对专门用于篮球的运动鞋，一些运动鞋收集的资深爱好者们相信最早的运动鞋是由康涅狄格州的Colchester橡胶公司（于1893年结业）。尽管没有有力的证据证明这件事，但这个公司的鞋子被发现离篮球诞生的地方仅仅只有几里远，而且是在篮球诞生之后两年出现的。
美國的运动鞋收集文化誕生在20世紀1980年代，可以歸因為兩個主要來源：籃球運動。Michael Jordan的出現和以他的名字命名的Air Jordan球鞋在1985年發佈造成轟動。另一個則來自嘻哈文化，穿著限量或者價值不菲的球鞋象徵著嘻哈人的炫耀心態與自我滿足。這兩大主要來源帶動了整個球鞋文化的潮流，遍佈全世界。